# Municipio de Kameno
El municipio de Kameno (búlgaro: Община Камено) es un municipio búlgaro perteneciente a la provincia de Burgas.
En 2013 tiene 10 217 habitantes.
En la capital municipal Kameno vive casi la mitad de la población municipal. El resto de la población se distribuye entre las siguientes localidades: Vinarsko, Vratitsa, Zhelyazovo, Krastina, Livada, Konstantinovo, Polski Izvor, Rusokastro, Svoboda, Troyanovo, Trastikovo y Cherni Vrah.
Comprende la periferia occidental más alejada de la capital provincial Burgas, mientras que la periferia occidental más urbana está en el municipio de Burgas, con el cual Kameno limita al este. Se ubica en el centro de la provincia.